# Tadeusz Czosnowski

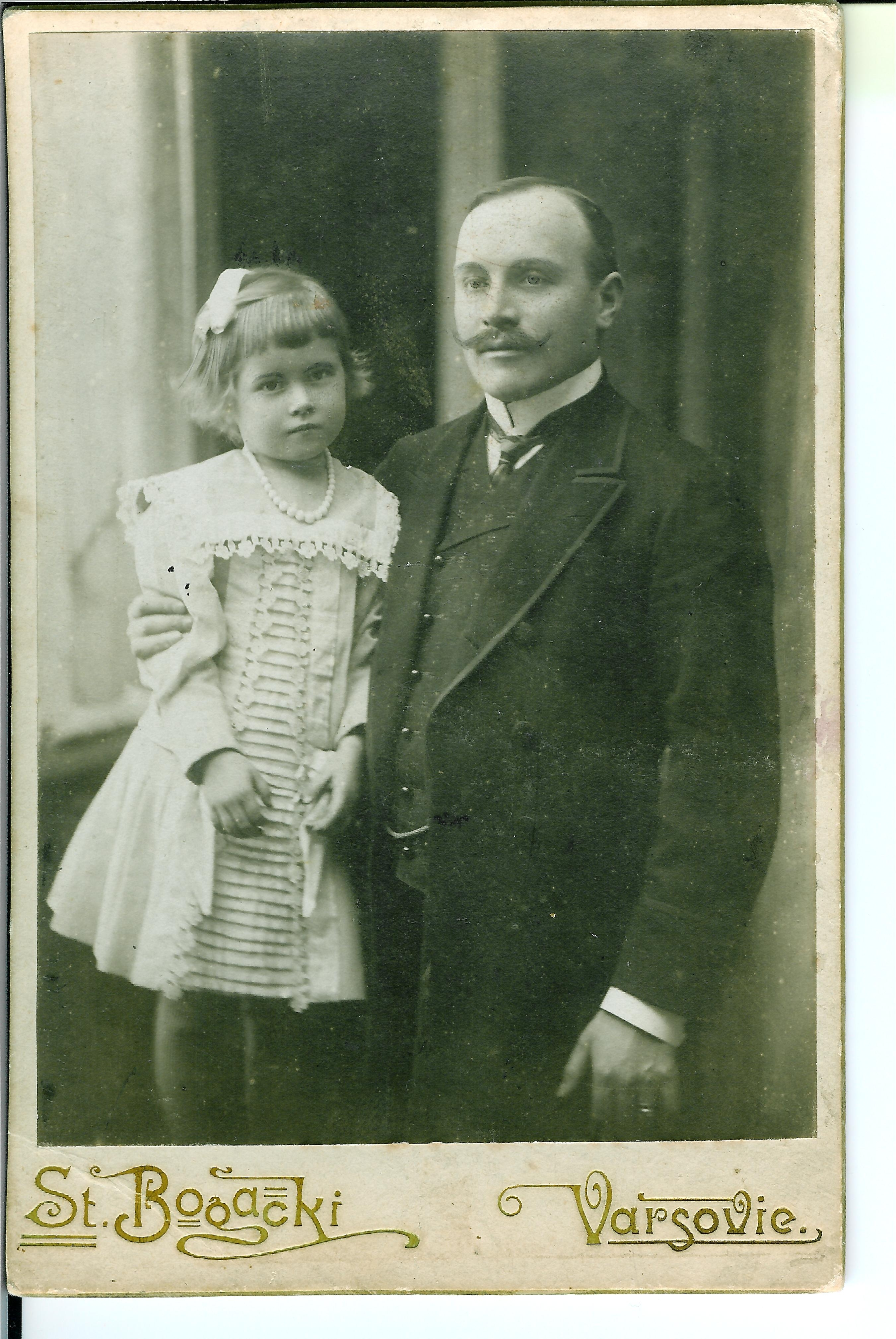
Tadeusz Czosnowski z córką Haliną (1909)

Tadeusz Józef Czosnowski h. Kolumna (ur. 8 listopada 1875 w Warszawie, zm. 11 września 1963 w Turynie) – polski przedsiębiorca budowlany, właściciel biura architektoniczno-budowlanego.

## Życiorys
Urodził się w rodzinie Władysława Leona Czosnowskiego i Karoliny Cecylii z Paulów. Ukończył szkołę realną Józefa Pankiewicza, po czym przystąpił do egzaminu dojrzałości, który zdał w 1892. Przez trzy lata uczęszczał do Szkoły Podmistrzów Mularskich, która działała przy Cechu Mularzy-Chrześcijan. Ponadto brał udział w licznych kursach związanych z budownictwem. Praktyczną naukę zawodu zdobywał w przedsiębiorstwie budowlanym Władysława Czosnowskiego i na budowach prowadzonych przez jego wspólników. Po wyzwoleniu się na majstra, co miało miejsce 24 października 1901, zaczął samodzielnie kierować budowami prowadzonymi przez firmę ojca. Z czasem stał się jego najbliższym współpracownikiem, a od 1909 był faktycznym kierownikiem firmy. Gdy w 1916 zmarł Władysław Czosnowski, Tadeusz przejął po nim prowadzenie firmy. Do 1939 jego głównym zajęciem było zarządzanie przedsiębiorstwem oraz działalność społeczna (patrz niżej). 
Po rozpoczęciu okupacji hitlerowskiej Tadeusz Czosnowski został aresztowany i przebywał w więzieniu śledczym. 
Od 1949 do 1956 był inspektorem technicznym w warszawskim Banku Inwestycyjnym. W 1958 opuścił kraj i zamieszkał u córki Haliny w Turynie, gdzie zmarł w 1963. Spoczywa na cmentarzu w Casalborgone. 
Był dwukrotnie żonaty: od 1900 z Wiktorią Makowską (zm. 1920), od 1927 z Karoliną z Junosza-Stępkowskich primo voto Rylke (świadectwo ślubu z 30 kwietnia 1927 roku w Warszawie , kościół Najświętszego Zbawiciela, skan Nr. 131 dostępny na portalu Genetyka) 

## Przedsiębiorstwo budowlane
Od 1916 Tadeusz Czosnowski był dyrektorem i współwłaścicielem firmy, jego wspólnikiem był szwagier Michał Antoni Makowski. Firma zmieniła nazwę na Biuro Budowlane T. Czosnowski i Ska. Firma znakomicie prosperowała do wybuchu I wojny światowej, a następnie kontynuowała wcześniej rozpoczęte budowy. Po wyzwoleniu kraju działalność firmy ponownie uległa ożywieniu. Oficjalnie przedsiębiorstwo działało do 1945.

## Działalność budowlana firmy
Pierwszym etapem działalności Tadeusza Czosnowskiego było kierowanie budowami prowadzonymi przez przedsiębiorstwo należącego do ojca oraz przez firmy jego wspólników. W tym czasie prowadził on budowy:
- Fabryka Lamp Towarzystwo Akcyjne Bruner, Schneider, Ditmar (ul. Szwedzka)
- Hotel Bristol (współkierującym budową był brat Tadeusza Bronisław Colonna-Czosnowski
- Gmach Rosyjsko-Szwedzkiego Towarzystwa Telefonów „H.T. Cedergren” (później PASTA) przy ul. Zielnej w Warszawie

Po śmierci Władysława Czosnowskiego firma zarządzana przez Tadeusza prowadziła budowę wielu obiektów w Warszawie, m.in.:
- Obiekty użyteczności publicznej i przemysłowe:
- hangar lotniczy na lotnisku mokotowskim (1918)
- Fabryka Towarzystwa Akcyjnego Fabryk Metalowych „Norblin, Bracia Buch i T. Werner” (rozbudowa 1918–1927)
- Teatr Narodowy (odbudowa po pożarze 1924)
- Ministerstwo Wyznań Religijnych i Oświecenia Publicznego (1925)
- Szpital pw. Przemienienia Pańskiego (1927)
- Fabryka Przetworów Chemicznych „Dobrolin” (1927)
- Państwowy Bank Rolny (1928)
- Dom Kolejarza i Teatr Ateneum (1928)
- Gmach Izby Przemysłowo-Handlowej (1929)
- Dom Akcji Katolickiej "Roma" w Warszawie (1930–1936)
- Kino „Atlantic” w Warszawie (1932)
- Arsenał Królewski (odnowienie i rozbudowa 1932–1939)
- Gmach Głównego Urzędu Statystycznego (1936)
- Wyższa Szkoła Dziennikarska (1936)
- Biuro Historyczne Ministerstwa Spraw Wojskowych (1937)
- Remont fasady Teatru Wielkiego (1938)
- Remont elewacji Pałacu Saskiego (1938)
- Zakłady Towarzystwa Przemysłu Chemiczno-farmaceutycznego d. Mgr Klawe S.A. przy ulicy Karolkowej 22/24 Stanisława Klawe (1938–1939)
- Bulwary nad Wisłą (1935–1936)
- Wiadukt drogowo-tramwajowy nad Dworcem Gdańskim (1937)
- Dworzec Główny (ściany oporowe i elementy żelbetowe 1936–1937)

### Inne obiekty
- Infrastruktura budowlana wzdłuż linii kolejowej Warszawa-Nasielsk-Sierpc (1921–1924)
- Spichlerze zbożowe w Żyrardowie (1940–1941)

## Działalność społeczna
Podobnie jak ojciec był zaangażowany w działalność społeczną. Od 1913 przez sześć lat był ławnikiem w sądzie okręgowym i apelacyjnym, a następnie przewodniczył komisji wyborczej do Sądu Ustawodawczego oraz do rady miejskiej m. st. Warszawy. 
Był założycielem Koła im. Stanisława Staszica działającego w ramach Polskiej Macierzy Szkolnej, w późniejszym czasie zainicjował powstanie przy Kole szkoły tzw. Rzemieślników Warszawskich, w której był przewodniczącym zarządu. Bardzo ważną rolę w życiu Tadeusza zajmował udział w organizacjach zawodowych, a szczególnie Stowarzyszeniu Zawodowym Przemysłowców Budowlanych. Z ramienia tej organizacji był stałym delegatem do Rady Towarzystwa Przemysłowców Królestwa Polskiego, pełnił tam funkcję sekretarza zarządu do 1917, a następnie w 1919, 1925 i 1928. Był również stałym delegatem Stowarzyszenia do Izby Przemysłowo-Handlowej, w której był radcą. Ponadto uczestniczył jako członek w działających w ramach Stowarzyszenia komisjach, m.in. pracy i cennikowej. W maju 1917 był organizatorem I Zjazdu Przemysłowców Budowlanych, a w 1922 podczas II zjazdu pełnił funkcję członka Komitetu Wykonawczego. Od 1927 uczestniczył w pracach Komitetu Dyskontowego Banku Polskiego, a równolegle był członkiem komitetu redakcyjnego Przeglądu Budowlanego.